# Hercostomus tianeensis
Hercostomus tianeensis är en tvåvingeart som beskrevs av Zhang och Yang 2003. Hercostomus tianeensis ingår i släktet Hercostomus och familjen styltflugor. Inga underarter finns listade i Catalogue of Life.